# 죠우커위
죠우커위 (周 柯 宇, 2002년 5월 17일 ~ ), 또는 다니엘 죠우(周丹尼尔)는 중국의 가수, 배우이다. 소속사는 제이워크 뉴조이이다. 상징색은 「우주 성하」이다.    
2021년부터 중국에서 보이 그룹 결성 프로젝트 서바이벌 프로그램 《창조영 2021》에 참가하여 활동하고 있다.

## 생애
죠우커위는 중국 베이징시에서 태어났다. 그의 형제로는 형이 한 명 있다. 2019년, 그는 제이워크 뉴조이의 BEST의 멤버로 데뷔를 하였고, 그 후 드라마 《아증기득나남해(我曾记得那男孩)》의 주연 '장양(章扬)'을 연기하며 인지도를 늘렸다.

## 활동

### 2019년: 데뷔
제이워크 뉴조이의 BEST의 막내로 데뷔하게 되었다.

### 2020년: 활동
중국의 방송사 후난위성텔레비전의 방송 쾌락대본영에 총 4번 출연하였다.

### 2021년: 활동
2월 17일, 동영상 사이트 플랫폼 텐센트 비디오에서 주최하는 보이 그룹 결성 프로젝트 서바이벌 프로그램 《창조영 2021》에 참가하여 4월 24일, 최종 순위 발표식에서 '10위'를 차지하여, 데뷔 그룹 INTO1의 멤버가 되었다.
2월 22일, 그의 주연 드라마인 《아증기득나남해》가 방영되었다.
2월 28일, 그의 솔로 앨범 《R.O.T.Y》를 발매하였다.

### 《창조영 2021》 관련
- 데뷔조 진입은 볼드체로 표시.

## 주요 활동

### 창조영 2021
| 편수 | 순위 | 등락      | 표 수 （응원도） | 등급  | 비고                           |
| 2화  | 2위  | 순위 진입 | 표 수 미공개     | F→C→C | A반 경쟁 탈락하여 F반으로 강등 |
| 3화  | 3위  | ▼ 1       | 표 수 미공개     | F→C→C |                                |
| 4화  | 5위  | ▼ 2       | 표 수 미공개     | F→C→C |                                |
| 5화  | 5위  | ▬         | 16,906,210표     | F→C→C |                                |
| 6화  | 2위  | ▲ 3       | 표 수 미공개     | F→C→C |                                |
| 7화  | 1위  | ▲ 1       | 15,266,078표     | F→C→C |                                |
| 8화  | 7위  | ▼ 6       | 표 수 미공개     | F→C→C |                                |
| 9화  | 8위  | ▼ 1       | 4,435,889표      | F→C→C |                                |
| 10화 | 10위 | ▼ 2       | 13,279,523표     | F→C→C | 최종 데뷔                      |

### 프로그램
| 일시                             | 방송사            | 제목                  | 비고                        |
| 2020년 7월 11일                  | 후난위성텔레비전  | 《쾌락대본영》        | 게스트                      |
| 2020년 7월 18일                  | 후난위성텔레비전  | 《쾌락대본영》        | 게스트                      |
| 2020년 7월 25일                  | 후난위성텔레비전  | 《쾌락대본영》        | 게스트                      |
| 2020년 9월 19일                  | 후난위성텔레비전  | 《쾌락대본영》        | 게스트                      |
| 2021년 2월 17일－2021년 4월 24일 | 텐센트 비디오     | 《창조영 2021》       | 참가자                      |
| 2021년 5월 3일 ~                 | INTO1 공식 유튜브 | 《未知周刊! INTO1!》  | 보이 그룹 INTO1의 단독 예능 |
| 2021년 7월 11일 ~                | INTO1 공식 유튜브 | 《ONE事大吉! INTO1!》 | 보이 그룹 INTO1의 단독 예능 |

## 여담
·K-pop 댄스를 많이 커버함.
·개인 팬덤명은 우주인(宇航员)이다.
·개인 팬덤명이 우주인이기 때문에 우주에 애정이 크고 공식색명도 우주성하, 최근 낀 폰케이스에도 우주인이 그려져있다. 생일 개인 라이브에서 생일 케이크로 받은 슈가 케이크 장식으로도 우주인이 있다.